# حمدان حميد
حمدان حميد حسن أحمد (مواليد 6 نوفمبر 2002) لاعب كرة قدم إماراتي يجيد اللعب كلاعب وسط مع نادي خورفكان معار من نادي شباب الأهلي في دوري الخليج العربي الإماراتي .

## مسيرة اللاعب
بدأ مع نادي شباب الأهلي وأعير إلى نادي الفجيرة ونادي خورفكان.

## روابط خارجية
حمدان حميد على موقع Soccerway.com (الإنجليزية)